# Producto tensorial inyectivo
En matemáticas, el producto tensorial inyectivo de dos espacios vectoriales topológicos (EVTs) fue introducido por Alexander Grothendieck, que lo utilizó para definir los espacios nucleares. En general, un producto tensorial inyectivo no es necesariamente completo, por lo que su completación se denomina productos tensoriales inyectivos completos. Los productos tensoriales inyectivos tienen aplicaciones fuera de los espacios nucleares. En particular, como se describe a continuación, muchos EVTs que se definen para funciones con valores reales o complejos, por ejemplo, el espacio de Schwartz o el espacio de funciones continuamente diferenciables, se pueden extender inmediatamente a funciones valoradas en un EVT localmente convexo de Hausdorff {\displaystyle Y} sin necesidad alguna de extender definiciones (como "diferenciable en un punto") de funciones con valores reales/complejos a funciones con valores en {\displaystyle Y}.

## Preliminares y notación
Sean {\displaystyle X,Y,} y {\displaystyle Z} espacios vectoriales topológicos, y {\displaystyle L:X\to Y} una aplicación lineal.
- {\displaystyle L:X\to Y} es un homomorfismo topológico u homomorfismo, si es lineal, continuo, y {\displaystyle L:X\to \operatorname {Im} L} es una aplicación abierta, donde {\displaystyle \operatorname {Im} L=L(X)} tiene la topología subespacial inducida por {\displaystyle Y}
  - Si {\displaystyle S} es un subespacio de {\displaystyle X}, entonces tanto la aplicación cociente {\displaystyle X\to X/S} como la inyección canónica {\displaystyle S\to X} son homomorfismos. En particular, cualquier aplicación lineal {\displaystyle L:X\to Y} se puede descomponer canónicamente de la siguiente manera: {\displaystyle X\to X/\ker L{\overset {L_{0}}{\rightarrow }}\operatorname {Im} L\to Y} donde {\displaystyle L_{0}(x+\ker L):=L(x)} define una biyección.
- El conjunto de aplicaciones lineales continuas {\displaystyle X\to Z} (respectivamente, aplicaciones bilineales continuas {\displaystyle X\times Y\to Z}) se denotará por {\displaystyle L(X;Z)} (respectivamente, {\displaystyle B(X,Y;Z)}), donde si {\displaystyle Z} es el cuerpo escalar, entonces se puede escribir {\displaystyle L(X)} (respectivamente, {\displaystyle B(X,Y)}).
- El conjunto de aplicaciones bilineales continuas separadamente {\displaystyle X\times Y\to Z} (es decir, continuas en cada variable cuando la otra variable es fija) se denotará por {\displaystyle {\mathcal {B}}(X,Y;Z)} donde, si {\displaystyle Z} es el cuerpo escalar, entonces se puede escribir {\displaystyle {\mathcal {B}}(X,Y).}
- Denótese el espacio dual de {\displaystyle X} por {\displaystyle X^{\prime }} y el espacio dual algebraico (que es el espacio vectorial de todos los funcionales lineales en {\displaystyle X,} sean continuas o no) por {\displaystyle X^{\#}.}
  - Para aumentar la claridad de la exposición, se usa la convención común de escribir elementos de {\displaystyle X^{\prime }} con una comilla después del símbolo (por ejemplo, {\displaystyle x^{\prime }} denota un elemento de {\displaystyle X^{\prime }} (no confundir con una derivada) y las variables {\displaystyle x} y {\displaystyle x^{\prime }} en general no están relacionadas de manera alguna.

### Notación para topologías
- {\displaystyle \sigma \left(X,X^{\prime }\right)} denota la topología más gruesa en {\displaystyle X}, lo que hace que cada aplicación en {\displaystyle X^{\prime }} sea continua y {\displaystyle X_{\sigma \left(X,X^{\prime }\right)}} o {\displaystyle X_{\sigma }} denota {\displaystyle X} dotado con esta topología.
- {\displaystyle \sigma \left(X^{\prime },X\right)} denota la topología *débil sobre {\displaystyle X^{\prime }} y {\displaystyle X_{\sigma \left(X^{\prime },X\right)}} o {\displaystyle X_{\sigma }^{\prime }} denota {\displaystyle X^{\prime }} dotado con esta topología.
  - Téngase en cuenta que cada {\displaystyle x_{0}\in X} induce una aplicación {\displaystyle X^{\prime }\to \mathbb {R} } definida por {\displaystyle \lambda \mapsto \lambda \left(x_{0}\right).} {\displaystyle \sigma \left(X^{\prime },X\right)} es la topología más gruesa en X', lo que hace que todas esas aplicaciones sean continuas.
- {\displaystyle b\left(X,X^{\prime }\right)} denota la topología de convergencia acotada en {\displaystyle X} y {\displaystyle X_{b\left(X,X^{\prime }\right)}} o {\displaystyle X_{b}} denota {\displaystyle X} dotado con esta topología.
- {\displaystyle b\left(X^{\prime },X\right)} denota la topología de convergencia limitada en {\displaystyle X^{\prime }} o la topología dual fuerte en {\displaystyle X^{\prime }} y {\displaystyle X_{b\left(X^{\prime },X\right)}} o {\displaystyle X_{b}^{\prime }} denota {\displaystyle X^{\prime }} dotado con esta topología.
  - Como es habitual, si {\displaystyle X^{\prime }} se considera como un espacio vectorial topológico pero no se ha dejado claro con qué topología está dotado, entonces se asumirá que la topología es {\displaystyle b\left(X^{\prime },X\right).}
- {\displaystyle \tau \left(X,X^{\prime }\right)} denota la topología de Mackey en {\displaystyle X} o la topología de convergencia uniforme en los subconjuntos convexos equilibrados débilmente compactos de {\displaystyle X^{\prime }} y {\displaystyle X_{\tau \left(X,X^{\prime }\right)}} o {\displaystyle X_{\tau }} denota {\displaystyle X} dotado con esta topología. {\displaystyle \tau (X,X^{\prime })} es la topología más fina en un EVT localmente convexo {\displaystyle X}, cuyo espacio dual continuo es igual a {\displaystyle X^{\prime }.}
- {\displaystyle \tau \left(X^{\prime },X\right)} denota la topología de Mackey sobre {\displaystyle X^{\prime }} o la topología de convergencia uniforme en los subconjuntos convexos equilibrados débilmente compactos de {\displaystyle X} y {\displaystyle X_{\tau \left(X^{\prime },X\right)}} o {\displaystyle X_{\tau }^{\prime }} denota {\displaystyle X} dotado de esta topología.
  - Téngase en cuenta que {\displaystyle \tau \left(X^{\prime },X\right)\subseteq b\left(X^{\prime },X\right)\subseteq \tau \left(X^{\prime },X^{\prime \prime }\right).}[1]
- {\displaystyle \varepsilon \left(X,X^{\prime }\right)} denota la 'topología de convergencia uniforme en subconjuntos equicontinuos de {\displaystyle X^{\prime }} y {\displaystyle X_{\varepsilon \left(X,X^{\prime }\right)}} o {\displaystyle X_{\varepsilon }} denota {\displaystyle X} dotado con esta topología.
  - Si {\displaystyle H} es un conjunto de aplicaciones lineales {\displaystyle X\to Y}, entonces {\displaystyle H} es equicontinuo si y solo si es equicontinuo en el origen; es decir, si y solo si para cada entorno {\displaystyle V} del origen en {\displaystyle Y,} existe un entorno {\displaystyle U} del origen en {\displaystyle X} tal que {\displaystyle \lambda (U)\subseteq V} para cada {\displaystyle \lambda \in H.}
- Un conjunto {\displaystyle H} de aplicaciones lineales de {\displaystyle X} a {\displaystyle Y} se llama equicontinuo si para cada entorno {\displaystyle V} del origen en {\displaystyle Y,} existe un entorno {\displaystyle U} del origen en {\displaystyle X} tal que {\displaystyle h(U)\subseteq V} para todo {\displaystyle h\in H.}[2]

## Definición
En todo momento, se considra que {\displaystyle X} e {\displaystyle Y} son espacios vectoriales topológicos con espacios duales continuos {\displaystyle X^{\prime }} e {\displaystyle Y^{\prime }.} Téngase en cuenta que casi todos los resultados descritos son independientes de si estos espacios vectoriales están sobre {\displaystyle \mathbb {R} } o sobre {\displaystyle \mathbb {C} }, pero para simplificar la exposición se asume que están sobre el cuerpo {\displaystyle \mathbb {C} .}

### Aplicaciones bilineales continuas como producto tensorial
A pesar de que el producto tensorial {\displaystyle X\otimes Y} es una construcción puramente algebraica (su definición no implica ninguna topología), el espacio vectorial {\displaystyle B\left(X_{\sigma }^{\prime },Y_{\sigma }^{\prime }\right)} de funcionales bilineales continuos es siempre un producto tensorial de {\displaystyle X} e {\displaystyle Y} (es decir, {\displaystyle B\left(X_{\sigma }^{\prime },Y_{\sigma }^{\prime }\right)=X\otimes Y}) cuando se define {\displaystyle \,\otimes \,} en la forma ahora descrita.
Para cada {\displaystyle (x,y)\in X\times Y,} denótese por {\displaystyle x\otimes y} la forma bilineal en {\displaystyle X^{\prime }\times Y^{\prime }} definida por
{\displaystyle (x\otimes y)\left(x^{\prime },y^{\prime }\right):=x^{\prime }(x)y^{\prime }(y).}
Este aplicación {\displaystyle x\otimes y:X_{\sigma }^{\prime }\times Y_{\sigma }^{\prime }\to \mathbb {C} } es siempre continua, y por lo tanto, la asignación que envía {\displaystyle (x,y)\in X\times Y} a la forma bilineal {\displaystyle x\otimes y} induce una aplicación canónica.
{\displaystyle \cdot \,\otimes \,\cdot \;:\;X\times Y\to {\mathcal {B}}\left(X_{\sigma }^{\prime },Y_{\sigma }^{\prime }\right)}
cuya imagen {\displaystyle X\otimes Y} está contenida en {\displaystyle B\left(X_{\sigma }^{\prime },Y_{\sigma }^{\prime }\right).}
De hecho, cada forma bilineal continua en {\displaystyle X_{\sigma }^{\prime }\times Y_{\sigma }^{\prime }} pertenece al intervalo de la imagen de esta aplicación (es decir, {\displaystyle B\left(X_{\sigma }^{\prime },Y_{\sigma }^{\prime }\right)=\operatorname {span} (X\otimes Y)}).
El siguiente teorema se puede utilizar para verificar que 
{\displaystyle B\left(X\prime _{\sigma },Y_{\sigma }^{\prime }\right)} junto con la aplicación anterior {\displaystyle \,\otimes \,} es un producto tensorial de {\displaystyle X} e {\displaystyle Y.}
| Teorema Sean {\displaystyle X,Y,} y {\displaystyle Z} espacios vectoriales, y sea {\displaystyle T:X\times Y\to Z} una aplicación bilineal. Entonces, {\displaystyle (Z,T)} es un producto tensorial de {\displaystyle X} e {\displaystyle Y} si y solo si la imagen de {\displaystyle T} abarca todo {\displaystyle Z} (es decir, {\displaystyle Z=\operatorname {span} T(X\times Y)}), y los espacios vectoriales {\displaystyle X} e {\displaystyle Y} son {\displaystyle T}-linealmente disjuntos, lo que por definición significa que para todas las sucesiones de elementos {\displaystyle x_{1},\ldots ,x_{n}\in X} y {\displaystyle y_{1},\ldots ,y_{n}\in Y} de la misma longitud finita {\displaystyle n\geq 1} que satisfacen {\displaystyle 0=T\left(x_{1},y_{1}\right)+\cdots +T\left(x_{n},y_{n}\right),} 1. Si todos los {\displaystyle x_{1},\ldots ,x_{n}} son linealmente independientes, entonces todos los {\displaystyle y_{i}} son {\displaystyle 0,} y 2. Si todos los {\displaystyle y_{1},\ldots ,y_{n}} son linealmente independientes, entonces todos los {\displaystyle x_{i}} son {\displaystyle 0.} De manera equivalente, {\displaystyle X} e {\displaystyle Y} son {\displaystyle T} linealmente disjuntos si y solo si para todas las sucesiones linealmente independientes {\displaystyle x_{1},\ldots ,x_{m}} en {\displaystyle X} y todas las sucesiones linealmente independientes {\displaystyle y_{1},\ldots ,y_{n}} en {\displaystyle Y,} los vectores {\displaystyle \left\{T\left(x_{i},y_{j}\right):1\leq i\leq m,1\leq j\leq n\right\}} son linealmente independientes. |

### Topología
De ahora en adelante, se supondrá que todos los espacios vectoriales topológicos considerados son localmente convexos.
Si {\displaystyle Z} es cualquier espacio vectorial topológico localmente convexo, entonces {\textstyle {\mathcal {B}}\left(X_{\sigma }^{\prime },Y_{\sigma }^{\prime };Z\right)~\subseteq ~{\mathcal {B}}\left(X_{b}^{\prime },Y_{b}^{\prime };Z\right)} y para cualquier subconjunto equicontinuo {\displaystyle G\subseteq X^{\prime }} y {\displaystyle H\subseteq Y^{\prime },} y cualquier entorno {\displaystyle N} en {\displaystyle Z,} se definen
{\displaystyle {\mathcal {U}}(G,H,N)=\left\{b\in {\mathcal {B}}\left(X_{b}^{\prime },Y_{b}^{\prime };Z\right)~:~b(G,H)\subseteq N\right\}}
donde cada conjunto {\displaystyle b(G\times H)} está acotado en {\displaystyle Z,} lo que es necesario y suficiente para que la colección de todos los {\displaystyle {\mathcal {U}}(G,H,N)} forme una topología en un EVT localmente convexo en {\displaystyle {\mathcal {B}}\left(X_{b}^{\prime },Y_{b}^{\prime };Z\right).}
Esta topología se llama topología {\displaystyle \varepsilon } y siempre que un espacio vectorial esté dotado de la topología {\displaystyle \varepsilon }, esto se indicará colocando {\displaystyle \varepsilon } como subíndice antes del paréntesis de apertura. Por ejemplo, {\displaystyle {\mathcal {B}}\left(X_{b}^{\prime },Y_{b}^{\prime };Z\right)} dotado con la topología {\displaystyle \varepsilon } se indicará como {\displaystyle {\mathcal {B}}_{\varepsilon }\left(X_{b}^{\prime },Y_{b}^{\prime };Z\right).}
Si {\displaystyle Z} es de Hausdorff, entonces también lo es la topología {\displaystyle \varepsilon }.
En el caso especial en el que {\displaystyle Z} es el cuerpo escalar subyacente, {\displaystyle B\left(X_{\sigma }^{\prime },Y_{\sigma }^{\prime }\right)} es el producto tensorial {\displaystyle X\otimes Y}, por lo que el espacio vectorial topológico {\displaystyle B_{\varepsilon }\left(X_{\sigma }^{\prime },Y_{\sigma }^{\prime }\right)} se denomina producto tensorial inyectivo de {\displaystyle X} e {\displaystyle Y} y se denota por {\displaystyle X\otimes _{\varepsilon }Y.}
Este EVT no es necesariamente completo, por lo que se construirá su completación, indicada por {\displaystyle X{\widehat {\otimes }}_{\varepsilon }Y,}.
Cuando todos los espacios son de Hausdorff, entonces {\displaystyle {\mathcal {B}}_{\varepsilon }\left(X_{\sigma }^{\prime },Y_{\sigma }^{\prime }\right)} está completo si y solo si tanto {\displaystyle X} como {\displaystyle Y} están completos, en cuyo caso la completación {\displaystyle X{\widehat {\otimes }}_{\varepsilon }Y} de {\displaystyle B_{\varepsilon }\left(X_{\sigma }^{\prime },Y_{\sigma }^{\prime }\right)} es un subespacio vectorial de {\displaystyle {\mathcal {B}}\left(X_{\sigma }^{\prime },Y_{\sigma }^{\prime }\right).}
Si {\displaystyle X} e {\displaystyle Y} son espacios normados, entonces también lo es {\displaystyle {\mathcal {B}}_{\varepsilon }\left(X_{\sigma }^{\prime },Y_{\sigma }^{\prime }\right),} donde {\displaystyle {\mathcal {B}}_{\varepsilon }\left(X_{\sigma }^{\prime },Y_{\sigma }^{\prime }\right)} es un espacio de Banach si y solo si esto es cierto tanto para {\displaystyle X} como para {\displaystyle Y.}

#### Conjuntos equicontinuos
Una razón para converger en subconjuntos equicontinuos (de todos los tipos) es el siguiente hecho importante:
Un conjunto de funcionales lineales continuos {\displaystyle H} en un EVT {\displaystyle X} es equicontinuo si y solo si está contenido en el polar de algún entorno {\displaystyle U} del origen en {\displaystyle X}; es decir, {\displaystyle H\subseteq U^{\circ }.}
La topología de un EVT está completamente determinada por los entornos abiertos del origen. Este hecho, junto con el teorema bipolar, significa que mediante la operación de tomar la polar de un subconjunto, la colección de todos los subconjuntos equicontinuos de {\displaystyle X^{\prime }} "codifica" toda la información sobre la topología dada de {\displaystyle X}. Específicamente, distintas topologías de un EVT localmente convexo en {\displaystyle X} producen distintas colecciones de subconjuntos equicontinuos y, a la inversa, dada cualquier colección de conjuntos equicontinuos, la topología original de un EVT se puede recuperar tomando el polar de cada conjunto (equicontinuo) de la colección. Así, a través de esta identificación, la convergencia uniforme en la colección de subconjuntos equicontinuos es esencialmente una convergencia uniforme en la topología misma del EVT. Esto permite relacionar directamente la topología inyectiva con las topologías dadas de {\displaystyle X} e {\displaystyle Y.}
Además, la topología de un espacio de Hausdorff localmente convexo {\displaystyle X} es idéntica a la topología de convergencia uniforme en los subconjuntos equicontinuos de {\displaystyle X^{\prime }.}.
Por esta razón, en el artículo se enumeran algunas propiedades de conjuntos equicontinuos que son relevantes para tratar con el producto tensorial inyectivo. {\displaystyle X} e {\displaystyle Y} son cualquier espacio localmente convexo y {\displaystyle H} es una colección de aplicaciones lineales de {\displaystyle X} sobre {\displaystyle Y.}
- Si {\displaystyle H\subseteq L(X;Y)} es equicontinua, entonces las topologías subespaciales que {\displaystyle H} hereda de las siguientes topologías en {\displaystyle L(X;Y)} son idénticas:[11]
  1. La topología de la convergencia precompacta.
  2. La topología de la convergencia compacta.
  3. La topología de la convergencia puntual.
  4. La topología de la convergencia puntual en un subconjunto denso dado de {\displaystyle X.}
- Un conjunto equicontinuo {\displaystyle H\subseteq L(X;Y)} está acotado en la topología de convergencia acotada (es decir, acotado en {\displaystyle L_{b}(X;Y)}).[11] Entonces, en particular, {\displaystyle H} también estará acotado en cada topología del EVT que sea más gruesa que la topología de convergencia acotada.
- Si {\displaystyle X} es un espacio barrilado e {\displaystyle Y} es localmente convexo, entonces para cualquier subconjunto {\displaystyle H\subseteq L(X;Y),} las siguientes expresiones son equivalentes:
  1. {\displaystyle H} es equicontinuo.
  2. {\displaystyle H} está acotado en la topología de convergencia puntual (es decir, acotado en {\displaystyle L_{\sigma }(X;Y)}).
  3. {\displaystyle H} está acotado en la topología de convergencia acotada (es decir, acotado en {\displaystyle L_{b}(X;Y)}).

En particular, para demostrar que un conjunto {\displaystyle H} es equicontinuo basta demostrar que está acotado en la topología de convergencia puntual.
- Si {\displaystyle X} es un espacio de Baire, entonces cualquier subconjunto {\displaystyle H\subseteq L(X;Y)} que esté acotado en {\displaystyle L_{\sigma }(X;Y)} es necesariamente equicontinuo.[12]
- Si {\displaystyle X} es separable, {\displaystyle Y} es metrizable y {\displaystyle D} es un subconjunto denso de {\displaystyle X,} entonces la topología de convergencia puntual en {\displaystyle D} hace que {\displaystyle L(X;Y)} sea metrizable, de modo que, en particular, la topología subespacial que cualquier subconjunto equicontinuo {\displaystyle H\subseteq L(X;Y)} hereda de {\displaystyle L_{\sigma }(X;Y)} es metrizable.[11]

Para subconjuntos equicontinuos del espacio dual continuo {\displaystyle X^{\prime }} (donde {\displaystyle Y} es ahora el cuerpo escalar subyacente de {\displaystyle X}), se cumple lo siguiente:
- El cierre débil de un conjunto equicontinuo de funcionales lineales en {\displaystyle X} es un subespacio compacto de {\displaystyle X_{\sigma }^{\prime }.}[11]
- Si {\displaystyle X} es separable, entonces cada subconjunto equicontinuo débilmente cerrado de {\displaystyle X_{\sigma }^{\prime }} es un espacio compacto metrizable cuando se le da la topología débil (es decir, la topología subespacial heredada de {\displaystyle X_{\sigma }^{\prime }}).[11]
- Si {\displaystyle X} es un espacio normal, entonces un subconjunto {\displaystyle H\subseteq X^{\prime }} es equicontinuo si y solo si está fuertemente acotado (es decir, acotado en {\displaystyle X_{b}^{\prime }}).[11]
- Si {\displaystyle X} es un espacio barrilado, entonces para cualquier subconjunto {\displaystyle H\subseteq X^{\prime },} lo siguiente es equivalente:[12]
  1. {\displaystyle H} es equicontinuo.
  2. {\displaystyle H} es relativamente compacto en la topología dual débil.
  3. {\displaystyle H} está débilmente acotado.
  4. {\displaystyle H} está fuertemente acotado.

Se mencionan algunas propiedades básicas importantes adicionales relevantes para el producto tensorial inyectivo:
- Supóngase que {\displaystyle B:X_{1}\times X_{2}\to Y} es una aplicación bilineal donde {\displaystyle X_{1}} es un espacio de Fréchet, {\displaystyle X_{2}} es metrizable e {\displaystyle Y} es localmente convexo. Si {\displaystyle B} es continuo por separado, entonces es continuo.[13]

### Identificación canónica de aplicaciones bilineales continuas por separado con aplicaciones lineales
La igualdad establecida {\displaystyle L\left(X_{\sigma }^{\prime };Y_{\sigma }\right)=L\left(X_{\tau }^{\prime };Y\right)} siempre se cumple; es decir, si {\displaystyle u:X^{\prime }\to Y} es una aplicación lineal, entonces {\displaystyle u:X_{\sigma \left(X^{\prime },X\right)}^{\prime }\to Y_{\sigma \left(Y,Y^{\prime }\right)}} es continua si y solo si {\displaystyle u:X_{\tau \left(X^{\prime },X\right)}^{\prime }\to Y} es continua, donde aquí {\displaystyle Y} tiene su topología original.
También existe un isomorfismo canónico en el espacio vectorial
{\displaystyle J:{\mathcal {B}}\left(X_{\sigma \left(X^{\prime },X\right)}^{\prime },Y_{\sigma \left(Y^{\prime },Y\right)}^{\prime }\right)\to L\left(X_{\sigma \left(X^{\prime },X\right)}^{\prime };Y_{\sigma \left(Y,Y^{\prime }\right)}\right).}
Con el fin de definirlo, para cada forma bilineal continua por separado {\displaystyle B} definida en {\displaystyle X_{\sigma \left(X^{\prime },X\right)}^{\prime }\times Y_{\sigma \left(Y^{\prime },Y\right)}^{\prime }} y cada {\displaystyle x^{\prime }\in X^{\prime },} considérese que {\displaystyle B_{x^{\prime }}\in \left(Y_{\sigma }^{\prime }\right)^{\prime }} se defina por
{\displaystyle B_{x^{\prime }}\left(y^{\prime }\right):=B\left(x^{\prime },y^{\prime }\right).}
Debido a que {\displaystyle \left(Y_{\sigma }^{\prime }\right)^{\prime }} es canónicamente isomorfo en el espacio vectorial de {\displaystyle Y} (a través del valor de la aplicación canónica {\displaystyle y\mapsto } en {\displaystyle y}), {\displaystyle B_{x^{\prime }}} se identificará como un elemento de {\displaystyle Y,} que se denotará por {\displaystyle {\tilde {B}}_{x^{\prime }}\in Y.}
Esto define una aplicación {\displaystyle {\tilde {B}}:X^{\prime }\to Y} dada por {\displaystyle x^{\prime }\mapsto {\tilde {B}}_{x^{\prime }}} y, por lo tanto, el isomorfismo canónico está, por supuesto, definido por {\displaystyle J(B):={\tilde {B}}.}
Cuando a {\displaystyle L\left(X_{\sigma }^{\sigma };Y_{\sigma }\right)} se le da la topología de convergencia uniforme en subconjuntos equicontinuos de {\displaystyle X^{\prime },} la aplicación canónica se convierte en un isomorfismo de EVTs
{\displaystyle J:{\mathcal {B}}_{\varepsilon }\left(X_{\sigma }^{\prime },Y_{\sigma }^{\prime }\right)\to L_{\varepsilon }\left(X_{\tau }^{\prime };Y\right).}
En particular, {\displaystyle X\otimes _{\varepsilon }Y=B_{\varepsilon }\left(X_{\sigma }^{\prime },Y_{\sigma }^{\prime }\right)} puede integrarse canónicamente en un EVT en {\displaystyle L_{\varepsilon }\left(X_{\tau }^{\prime };Y\right)}. Además, la imagen en {\displaystyle L\left(X_{\sigma }^{\prime };Y_{\sigma }\right)} de {\displaystyle X\otimes _{\varepsilon }Y=B_{\varepsilon }\left(X_{\sigma }^{\prime },Y_{\sigma }^{\prime }\right)} bajo la aplicación canónica {\displaystyle J} consiste exactamente en el espacio de aplicaciones lineales continuas {\displaystyle X_{\sigma \left(X^{\prime },X\right)}^{\prime }\to Y} cuya imagen es de dimensión finita.
La inclusión {\displaystyle L\left(X_{\tau }^{\prime };Y\right)\subseteq L\left(X_{b}^{\prime };Y\right)} siempre se mantiene. Si {\displaystyle X} está normado, entonces {\displaystyle L_{\varepsilon }\left(X_{\tau }^{\prime };Y\right)} es de hecho un subespacio vectorial topológico de {\displaystyle L_{b}\left(X_{b}^{\prime };Y\right).} Y si además {\displaystyle Y} es de Banach, entonces también lo es {\displaystyle L_{b}\left(X_{b}^{\prime };Y\right)} (incluso si {\displaystyle X} no está completo).

## Propiedades
La aplicación canónica {\displaystyle \cdot \otimes \cdot :X\times Y\to {\mathcal {B}}\left(X_{\sigma }^{\prime },Y_{\sigma }^{\prime }\right)} es siempre continua y la topología es siempre más gruedsa que la topología π, que a su vez es más gruesa que la topología inductiva (la topología del EVT localmente convexo más fina que hace que {\displaystyle X\times Y\to X\otimes Y} sea continua separadamente).
El espacio {\displaystyle X\otimes _{\varepsilon }Y} es de Hausdorff si y solo si tanto {\displaystyle X} como {\displaystyle Y} son de Hausdorff.
Si {\displaystyle X} e {\displaystyle Y} están normalizados, entonces {\displaystyle X\otimes _{\varepsilon }Y} es normal, en cuyo caso para todos {\displaystyle \theta \in X\otimes Y,} {\displaystyle \|\theta \|_{\varepsilon }\leq \|\theta \|_{\pi }.}
Supóngase que {\displaystyle u:X_{1}\to Y_{1}} y {\displaystyle v:X_{2}\to Y_{2}} son dos aplicaciones lineales entre espacios localmente convexos. Si tanto {\displaystyle u} como {\displaystyle v} son continuas, entonces también lo es su producto tensorial {\displaystyle u\otimes v:X_{1}\otimes _{\varepsilon }X_{2}\to Y_{1}\otimes _{\varepsilon }Y_{2}.} Además:
- Si {\displaystyle u} y {\displaystyle v} son ambos espacios vectoriales topológicos, entonces también lo es {\displaystyle u{\widehat {\otimes }}_{\varepsilon }v:X_{1}{\widehat {\otimes }}_{\varepsilon }X_{2}\to Y_{1}{\widehat {\otimes }}_{\varepsilon }Y_{2}.}[19]
- Si {\displaystyle X_{1}} (respectivamente, {\displaystyle Y_{1}}) es un subespacio lineal de {\displaystyle X_{2}} (respectivamente, {\displaystyle Y_{2}}), entonces {\displaystyle X_{1}\otimes _{\varepsilon }Y_{1}} es canónicamente isomorfo a un subespacio lineal de {\displaystyle X_{2}\otimes _{\varepsilon }Y_{2}} y {\displaystyle X_{1}{\widehat {\otimes }}_{\varepsilon }Y_{1}} es canónicamente isomorfo a un subespacio lineal de {\displaystyle X_{2}{\widehat {\otimes }}_{\varepsilon }Y_{2}.}[20]
- Hay ejemplos de {\displaystyle u} y {\displaystyle v} de modo que tanto {\displaystyle u} como {\displaystyle v} son homomorfismos sobreyectivos, pero {\displaystyle u{\widehat {\otimes }}_{\varepsilon }v:X_{1}{\widehat {\otimes }}_{\varepsilon }X_{2}\to Y_{1}{\widehat {\otimes }}_{\varepsilon }Y_{2}} no es un homomorfismo.[21]
- Si los cuatro espacios están normalizados, entonces {\displaystyle \|u\otimes v\|_{\varepsilon }=\|u\|\|v\|.}[17]

## Relación con el producto tensorial proyectivo y los espacios nucleares
La topología proyectiva o la topología {\displaystyle \pi } es la topología localmente convexa más fina sobre {\displaystyle B\left(X_{\sigma }^{\prime },Y_{\sigma }^{\prime }\right)=X\otimes Y} que hace continua la aplicación canónica {\displaystyle X\times Y\to B\left(X_{\sigma }^{\prime },Y_{\sigma }^{\prime }\right)} definida enviando {\displaystyle (x,y)\in X\times Y} a la forma bilineal {\displaystyle x\otimes y.} Cuando {\displaystyle B\left(X_{\sigma }^{\prime },Y_{\sigma }^{\prime }\right)=X\otimes Y} está dotado de esto topología, entonces se denotará por {\displaystyle X\otimes _{\pi }Y} y se llamará producto tensorial proyectivo de {\displaystyle X} e {\displaystyle Y.}
Grothendieck utilizó la siguiente definición para definir los espacios nucleares:
Definición 0: Sea {\displaystyle X} un espacio vectorial topológico localmente convexo. Entonces, {\displaystyle X} es nuclear si para cualquier espacio localmente convexo {\displaystyle Y,} el espacio vectorial canónico que embebe {\displaystyle X\otimes _{\pi }Y\to {\mathcal {B}}_{\varepsilon }\left(X_{\sigma }^{\prime },Y_{\sigma }^{\prime }\right)} es un embebido de un EVT cuya imagen es densa en el codominio.

## Identificaciones canónicas de aplicaciones bilineales y lineales
En esta sección se describen identificaciones canónicas entre espacios de aplicaciones bilineales y lineales. Estas identificaciones se utilizarán para definir subespacios y topologías importantes (particularmente, aquellos que se relacionan con operadores nucleares y espacios nucleares).

### Espacios duales del producto tensorial inyectivo y su completación
Supóngase que
{\displaystyle \operatorname {In} :X\otimes _{\varepsilon }Y\to X{\widehat {\otimes }}_{\varepsilon }Y}
denota el embebido en un EVT de {\displaystyle X\otimes _{\varepsilon }Y} en su completación, y sea
{\displaystyle {}^{t}\operatorname {In} :\left(X{\widehat {\otimes }}_{\varepsilon }Y\right)_{b}^{\prime }\to \left(X\otimes _{\varepsilon }Y\right)_{b}^{\prime }}
que es su matriz transpuesta, un isomorfismo espacial vectorial. Esto identifica el espacio dual continuo de {\displaystyle X\otimes _{\varepsilon }Y} como idéntico al espacio dual continuo de {\displaystyle X{\widehat {\otimes }}_{\varepsilon }Y.}
La aplicación identidad
{\displaystyle \operatorname {Id} _{X\otimes Y}:X\otimes _{\pi }Y\to X\otimes _{\varepsilon }Y}
es continua (por definición de la topología π), por lo que existe una extensión lineal continua única
{\displaystyle {\hat {I}}:X{\widehat {\otimes }}_{\pi }Y\to X{\widehat {\otimes }}_{\varepsilon }Y.}
Si {\displaystyle X} e {\displaystyle Y} son espacios de Hilbert, entonces {\displaystyle {\hat {I}}:X{\widehat {\otimes }}_{\pi }Y\to X{\widehat {\otimes }}_{\varepsilon }Y} es inyectiva y el dual de {\displaystyle X{\widehat {\otimes }}_{\varepsilon }Y} es canónicamente isométricamente isomorfo al espacio vectorial {\displaystyle L^{1}\left(X;Y^{\prime }\right)} de operadores nucleares de {\displaystyle X} a {\displaystyle Y} (con la norma de la traza).

### Producto tensorial inyectivo de espacios de Hilbert
Existe una aplicación canónica
{\displaystyle K:X\otimes Y\to L\left(X^{\prime };Y\right)}
que envía {\displaystyle z=\sum _{i=1}^{n}x_{i}\otimes y_{i}} a la aplicación lineal {\displaystyle K(z):X^{\prime }\to Y} definida por
{\displaystyle K(z)\left(x^{\prime }\right):=\sum _{i=1}^{n}x^{\prime }(x_{i})y_{i}\in Y,}
donde se puede demostrar que la definición de {\displaystyle K(z):X\to Y} no depende de la elección particular de representación {\textstyle \sum _{i=1}^{n}x_{i}\otimes y_{i}} de {\displaystyle z.} La aplicación
{\displaystyle K:X\otimes _{\varepsilon }Y\to L_{b}\left(X_{b}^{\prime };Y\right)}
es continua, y cuando {\displaystyle L_{b}\left(X_{b}^{\prime };Y\right)} está completo, tiene una extensión continua
{\displaystyle {\hat {K}}:X{\widehat {\otimes }}_{\varepsilon }Y\to L_{b}\left(X_{b}^{\prime };Y\right).}
Cuando {\displaystyle X} e {\displaystyle Y} son espacios de Hilbert, entonces {\displaystyle {\hat {K}}:X{\widehat {\otimes }}_{\varepsilon }Y\to L_{b}\left(X_{b}^{\prime };Y\right)} es un embebido de un EVT y una isometría (cuando los espacios reciben sus normas habituales) cuyo rango es el espacio de todos los operadores lineales compactos desde {\displaystyle X} hasta {\displaystyle Y} (que es un subespacio vectorial cerrado de {\displaystyle L_{b}\left(X^{\prime };Y\right).} Por lo tanto, {\displaystyle X{\widehat {\otimes }}_{\varepsilon }Y} es idéntico al espacio de operadores compactos de {\displaystyle X^{\prime }} a {\displaystyle Y} (téngase en cuenta la comilla en {\displaystyle X}). El espacio de operadores lineales compactos entre dos espacios de Banach cualesquiera (que incluyen a los espacios de Hilbert) {\displaystyle X} e {\displaystyle Y} es un subconjunto cerrado de {\displaystyle L_{b}(X;Y).}
Además, la aplicación canónica {\displaystyle X{\widehat {\otimes }}_{\pi }Y\to X{\widehat {\otimes }}_{\varepsilon }Y} es inyectiva cuando {\displaystyle X} e {\displaystyle Y} son espacios de Hilbert.

### Formas integrales y operadores

#### Formas bilineales integrales
Denótese la aplicación identidad por
{\displaystyle \operatorname {Id} :X\otimes _{\pi }Y\to X\otimes _{\varepsilon }Y}
y sea
{\displaystyle {}^{t}\operatorname {Id} :\left(X\otimes _{\varepsilon }Y\right)_{b}^{\prime }\to \left(X\otimes _{\pi }Y\right)_{b}^{\prime }}
se denota su matriz transpuesta, que es una inyección continua. Recuérdese que {\displaystyle \left(X\otimes _{\pi }Y\right)^{\prime }} se identifica canónicamente con {\displaystyle B(X,Y),} el espacio de aplicaciones bilineales continuas en {\displaystyle X\times Y.} De esta manera, el espacio dual continuo de {\displaystyle X\otimes _{\varepsilon }Y} se puede identificar canónicamente como un espacio subvectorial de {\displaystyle B(X,Y),} denotado por {\displaystyle J(X,Y).} Los elementos de {\displaystyle J(X,Y)} se denominan formas (bilineales) integrales en {\displaystyle X\times Y.} El siguiente teorema justifica la palabra integral.
| Teorema El {\displaystyle J(X,Y)} dual de {\displaystyle X{\widehat {\otimes }}_{\varepsilon }Y} consta exactamente de esas formas bilineales continuas v en {\displaystyle X\times Y} que se pueden representar en forma de aplicación {\displaystyle b\in B(X,Y)\mapsto v(b)=\int _{S\times T}b{\big \vert }_{S\times T}\left(x^{\prime },y^{\prime }\right)\operatorname {d} \mu \left(x^{\prime },y^{\prime }\right)} donde {\displaystyle S} y {\displaystyle T} son algunos subconjuntos cerrados y equicontinuos de {\displaystyle X_{\sigma }^{\prime }} y {\displaystyle Y_{\sigma }^{\prime },} respectivamente, y {\displaystyle \mu } es una medida de Radon positivo en el conjunto compacto {\displaystyle S\times T} con masa total {\displaystyle \leq 1.} Además, si {\displaystyle A} es un subconjunto equicontinuo de {\displaystyle J(X,Y)}, entonces los elementos {\displaystyle v\in A} se pueden representar con {\displaystyle S\times T} fijo y {\displaystyle \mu } corriendo a través de un subconjunto acotado por normas del espacio de medida de Radon en {\displaystyle S\times T.} |

#### Operadores lineales integrales
Dada una aplicación lineal {\displaystyle \Lambda :X\to Y,} se puede definir una forma bilineal canónica {\displaystyle B_{\Lambda }\in Bi\left(X,Y^{\prime }\right),} llamada forma bilineal asociada en {\displaystyle X\times Y^{\prime },} mediante
{\displaystyle B_{\Lambda }\left(x,y^{\prime }\right):=\left(y^{\prime }\circ \Lambda \right)(x).}
Una aplicación continua {\displaystyle \Lambda :X\to Y} se llama integral si su forma bilineal asociada es una forma bilineal integral. Una aplicación integral {\displaystyle \Lambda :X\to Y} es de la forma, para cada {\displaystyle x\in X} e {\displaystyle Y^{\prime }\in Y^{\prime }:}
{\displaystyle \left\langle y^{\prime },\Lambda (x)\right\rangle =\int _{A^{\prime }\times B^{\prime \prime }}\left\langle x^{\prime },x\right\rangle \left\langle y^{\prime \prime },y^{\prime }\right\rangle \operatorname {d} \mu \left(x^{\prime },y^{\prime \prime }\right)}
para subconjuntos equicontinuos y débilmente cerrados propios {\displaystyle A^{\prime }} y {\displaystyle B^{\prime \prime }} de {\displaystyle X^{\prime }} e {\displaystyle Y^{\prime \prime },} respectivamente, y alguna medida de Radon positiva {\displaystyle \mu } de la masa total {\displaystyle \leq 1.}

### Aplicación canónica enL(X;Y)
Existe una aplicación canónica {\displaystyle K:X^{\prime }\otimes Y\to L(X;Y)} que envía {\textstyle z=\sum _{i=1}^{n}x_{i}^{\prime }\otimes y_{i}} a la aplicación lineal {\displaystyle K(z):X\to Y} definida por {\textstyle K(z)(x):=\sum _{i=1}^{n}x_{i}^{\prime }(x)y_{i}\in Y,} donde se puede demostrar que la definición de {\displaystyle K(z):X\to Y} no depende de la elección particular de representación {\textstyle \sum _{i=1}^{n}x_{i}^{\prime }\otimes y_{i}} de {\displaystyle z.}

## Ejemplos

### Espacio de familias sumables
En esta sección se utilizan conjuntos arbitrarios {\displaystyle A} (que pueden ser no numerables), un EVT {\displaystyle X,} y se considera que {\displaystyle {\mathcal {F}}(A)} sea el conjunto dirigido de todos los subconjuntos finitos de {\displaystyle A} dirigidos por la inclusión de {\displaystyle \subseteq .}
Sea {\displaystyle \left(x_{\alpha }\right)_{\alpha \in A}} una familia de elementos en un EVT {\displaystyle X} y para cada subconjunto finito {\displaystyle H\subseteq A,} sea {\textstyle x_{H}:=\sum _{i\in H}x_{i}.} Se denomina a {\displaystyle \left(x_{\alpha }\right)_{\alpha \in A}} sumable en {\displaystyle X} si el límite {\textstyle \lim _{H\in {\mathcal {F}}(A)}x_{H}} de la red {\displaystyle \left(x_{H}\right)_{H\in {\mathcal {F}}(A)}} converge en {\displaystyle X} a algún elemento (cualquier elemento de este tipo es llamado su suma). El conjunto de todas estas familias sumables es un subespacio vectorial de {\displaystyle X^{A}} denotado por {\displaystyle S.}
Ahora se define una topología en {\displaystyle S} de una manera muy natural. Esta topología resulta ser la topología inyectiva tomada de {\displaystyle l^{1}(A){\widehat {\otimes }}_{\varepsilon }X} y transferida a {\displaystyle S} mediante un isomorfismo canónico del espacio vectorial (el obvio). Esto es algo común cuando se estudian los productos tensoriales proyectivos e inyectivos y de espacios de funciones/sucesiones y EVTs: la "forma natural" en la que se definiría (desde cero) una topología en dicho producto tensorial es frecuentemente equivalente a la topología inyectiva o al producto tensorial proyectivo.
Sea {\displaystyle {\mathfrak {U}}} una base de entornos equilibrados convexos de 0 en {\displaystyle X} y para cada {\displaystyle U\in {\mathfrak {U}},} sea {\displaystyle \mu _{U}:X\to \mathbb {R} } su funcional de Minkowski. Para cualquier {\displaystyle U} y cualquier {\displaystyle x=\left(x_{\alpha }\right)_{\alpha \in A}\in S,} permita
{\displaystyle q_{U}(x):=\sup _{x^{\prime }\in U^{\circ }}\sum _{\alpha \in A}\left|\left\langle x^{\prime },x_{\alpha }\right\rangle \right|}
donde {\displaystyle q_{U}} define una seminorma en {\displaystyle S.} La familia de seminormas {\displaystyle \left\{q_{U}:U\in {\mathfrak {U}}\right\}} genera una topología que convierte a {\displaystyle S} en un espacio localmente convexo. El espacio vectorial {\displaystyle S} dotado de esta topología se denotará por {\displaystyle l^{1}(A,X).} El caso especial donde {\displaystyle X} es el cuerpo escalar se denotará por {\displaystyle l^{1}(A).}
Existe un embebido canónico de espacios vectoriales {\displaystyle l^{1}(A)\otimes X\to l^{1}(A,E)} definidos linealizando la aplicación bilineal {\displaystyle l^{1}(A)\times X\to l^{1}(A,E)} definida por {\displaystyle \left(\left(r_{\alpha }\right)_{\alpha \in A},x\right)\mapsto \left(r_{\alpha }x\right)_{\alpha \in A}.}
| Teorema: El embebido canónico (de espacios vectoriales) {\displaystyle l^{1}(A)\otimes X\to l^{1}(A,E)} se convierte en un embebido de espacios vectoriales topológicos {\displaystyle l^{1}(A)\otimes _{\varepsilon }X\to l^{1}(A,E)} cuando a {\displaystyle l^{1}(A)\otimes X} se le da la topología inyectiva y, además, su rango es denso en su codominio. Si {\displaystyle {\hat {X}}} es una finalización de {\displaystyle X}, entonces la extensión continua {\displaystyle l^{1}(A){\widehat {\otimes }}_{\varepsilon }X\to l^{1}\left(A,{\hat {X}}\right)} de esta incorporación {\displaystyle l^{1}(A)\otimes _{\varepsilon }X\to l^{1}\left(A,X\right)\subseteq l^{1}\left(A,{\hat {X}}\right)} es un isomorfismo de un EVT. Entonces, en particular, si {\displaystyle X} está completo, entonces {\displaystyle l^{1}(A){\widehat {\otimes }}_{\varepsilon }X} es canónicamente isomorfo a {\displaystyle l^{1}(A,E).} |

### Espacio de funciones vectoriales continuamente diferenciables
En todo momento, sea {\displaystyle \Omega } un subconjunto abierto de {\displaystyle \mathbb {R} ^{n},} donde {\displaystyle n\geq 1} es un número entero y sea {\displaystyle Y} un espacio vectorial topológico localmente convexo (EVT).
'Definición Supóngase que {\displaystyle p^{0}=\left(p_{1}^{0},\ldots ,p_{n}^{0}\right)\in \Omega } y {\displaystyle f:\operatorname {Dom} f\to Y} son una función tal que {\displaystyle p^{0}\in \operatorname {Dom} f} con {\displaystyle p^{0}} es un punto límite de {\displaystyle \operatorname {Dom} f.} Considérese que {\displaystyle f} es diferenciable en {\displaystyle p^{0}} si existen {\displaystyle n} vectores {\displaystyle e_{1},\ldots ,e_{n}} en {\displaystyle Y,} llamados derivadas parciales de {\displaystyle f}, tales que
{\displaystyle \lim _{\stackrel {p\to p^{0},}{p\in \operatorname {domain} f}}{\frac {f(p)-f\left(p^{0}\right)-\sum _{i=1}^{n}\left(p_{i}-p_{i}^{0}\right)e_{i}}{\left\|p-p^{0}\right\|_{2}}}=0{\text{in }}Y}
donde {\displaystyle p=\left(p_{1},\ldots ,p_{n}\right).}
Naturalmente, se puede ampliar la noción de función continuamente diferenciable a funciones con valores en {\displaystyle Y} definidas en {\displaystyle \Omega .}
Para cualquier {\displaystyle k=0,1,\ldots ,\infty ,} sea {\displaystyle C^{k}(\Omega ;Y)} el espacio vectorial de todos los aplicaciones con valores {\displaystyle C^{k}} en {\displaystyle Y} definidos en {\displaystyle \Omega }, y sea {\displaystyle C_{c}^{k}(\Omega ;Y)} el subespacio vectorial de {\displaystyle C^{k}(\Omega ;Y)} que consiste en todas las aplicaciones en {\displaystyle C^{k}(\Omega ;Y)} que tienen soporte compacto.
Entonces se pueden definir topologías en {\displaystyle C^{k}(\Omega ;Y)} y {\displaystyle C_{c}^{k}(\Omega ;Y)} de la misma manera que se definen las topologías en {\displaystyle C^{k}(\Omega )} y {\displaystyle C_{c}^{k}(\Omega )} para el espacio de distribuciones y funciones de prueba (consúltese el artículo funciones vectoriales diferenciables del espacio euclídeo).
Todo este trabajo para ampliar la definición de diferenciabilidad y varias topologías resulta ser exactamente equivalente a simplemente tomar el producto tensorial inyectivo completo:
| Teorema Si {\displaystyle Y} es un espacio localmente convexo de Hausdorff completo, entonces {\displaystyle C^{k}(\Omega ;Y)} es canónicamente isomorfo al producto tensorial inyectivo {\displaystyle C^{k}(\Omega ){\widehat {\otimes }}_{\varepsilon }Y.} |

### Espacios de aplicaciones continuas desde un espacio compacto
Si {\displaystyle Y} es un espacio normado y si {\displaystyle K} es un conjunto compacto, entonces la norma {\displaystyle \varepsilon } en {\displaystyle C(K)\otimes Y} es igual a {\textstyle \|f\|_{\varepsilon }=\sup _{x\in K}\|f(x)\|.}
Si {\displaystyle H} y {\displaystyle K} son dos espacios compactos, entonces {\displaystyle C(H\times K)\cong C(H){\widehat {\otimes }}_{\varepsilon }C(K),} donde esta aplicación canónica es un isomorfismo de espacios de Banach.

### Espacios de secuencias que convergen a 0
Si {\displaystyle Y} es un espacio normado, entonces {\displaystyle l_{\infty }(Y)} denota el espacio de todas las secuencias {\displaystyle \left(y_{i}\right)_{i=1}^{\infty }} en {\displaystyle Y} que convergen al origen y le dan a este espacio la norma {\displaystyle \left\|\left(y_{i}\right)_{i=1}^{\infty }\right\|:=\sup _{i\in \mathbb {N} }\left\|y_{i}\right\|.}
Sea {\displaystyle l_{\infty }} que denota {\displaystyle l_{\infty }\left(\mathbb {C} \right).}
Entonces, para cualquier espacio de Banach, {\displaystyle Y,} {\displaystyle l_{\infty }{\widehat {\otimes }}_{\varepsilon }Y} es canónicamente isométricamente isomorfo a {\displaystyle l_{\infty }(Y).}.

### Espacio de funciones de Schwartz
Es posible generar el espacio de Schwartz a funciones valoradas en un EVT.
Sea {\displaystyle {\mathcal {L}}\left(\mathbb {R} ^{n};Y\right)} el espacio de todos los {\displaystyle f\in C^{\infty }\left(\mathbb {R} ^{n};Y\right)} tal que para todos los pares de polinomios {\displaystyle P} y {\displaystyle Q} con {\displaystyle n} variables, {\displaystyle \left\{P(x)Q\left(\partial /\partial x\right)f(x):x\in \mathbb {R} ^{n}\right\}} es un subconjunto acotado de {\displaystyle Y.}
Para generalizar la topología del espacio de Schwartz a {\displaystyle {\mathcal {L}}\left(\mathbb {R} ^{n};Y\right),} le damos a {\displaystyle {\mathcal {L}}\left(\mathbb {R} ^{n};Y\right)} la topología de convergencia uniforme sobre {\displaystyle \mathbb {R} ^{n}} de las funciones {\displaystyle P(x)Q\left(\partial /\partial x\right)f(x),} ya que {\displaystyle P} y {\displaystyle Q} varían en todos los pares posibles de polinomios en {\displaystyle n} variables.
| Teorema Si {\displaystyle Y} es un espacio localmente convexo completo, entonces {\displaystyle {\mathcal {L}}\left(\mathbb {R} ^{n};Y\right)} es canónicamente isomorfo a {\displaystyle {\mathcal {L}}\left(\mathbb {R} ^{n}\right){\widehat {\otimes }}_{\varepsilon }Y.} |